# ريتشارد كونراد
ريتشارد كونراد (بالإنجليزية: Richard Conrad)‏ هو مغني أوبرا أمريكي، ولد في 1935.